# Cystocloniaceae
Cystocloniaceae, porodica crvenih alga, dio reda Gigartinales. Postoji petnaest rodova sa 114 priznatih vrsta

## Rodovi
1. Acanthococcus J.D.Hooker & Harvey 1
2. Austroclonium Min-Thein & Womersley 1
3. Calliblepharis Kützing 11
4. Craspedocarpus F.Schmitz 7
5. Cystoclonium Kützing 3
6. Erythronaema J.Agardh 1
7. Fimbrifolium G.I.Hansen 3
8. Gloiophyllis J.Agardh 1
9. Grunowiella F.Schmitz 1
10. Hypnea J.V.Lamouroux 64
11. Hypneocolax Børgesen 1
12. Meridionella Tonicelli, M.E.Croce & Hommersand 2
13. Peltasta J.Agardh 1
14. Rhodophyllis Kützing 16
15. Stictosporum J.Agardh 1